# Chillihounds
Chillihounds bildades i Göteborg 2003 av Gabriel Aadland och Daniel Hessel.  
Sedan debuten, The Album, har de spelat över hela Sverige och även delar av Europa. Bandet upplöstes 2013.
Vissa kritiker har liknat Chillihounds med band som AC/DC, Clutch, Ted Nugent, Kiss m.m.

## Medlemmar
Senaste medlemmar
- Gabriel Aadland – sång, gitarr (2003–2013)
- Stefan Johansson – trummor, körsång, munspel (2003–2013)
- Carl Linnaeus – basgitarr (2005–2013)

Tidigare medlemmar
- Robert Kulka – basgitarr (2003–2005)
- Daniel Hessel – sologitarr (2003–2007)
- David Kalin – basgitarr (2005)
- Eric Bogren – sologitarr (2007–2009)[5]
- Henrik Sahlqvist – sologitarr (2009)

Bidragande musiker
- Stefan Rasmusson – sologitarr[5]
- Chips Kiesbay – sologitarr[5]

## Diskografi
Demo
- Money, Weed & Gasoline (2004)
- Gonna Make It Better (2004)
- No Fashion, Just Rock 'n' Roll (2005)

Studioalbum
- The Album (Nicotine Records) (2007)
- Welcome to the Show (Nicotine Records) (2010)
- Shake Your Skull (Transubstans Records) (2011)[3][4]